# Мезери
Мезери́ (фр. Maizery) — коммуна на северо-востоке Франции, регион Гранд-Эст (бывший Эльзас — Шампань — Арденны — Лотарингия), департамент Мозель. Входит в кантон Панж.

## Географическое положение

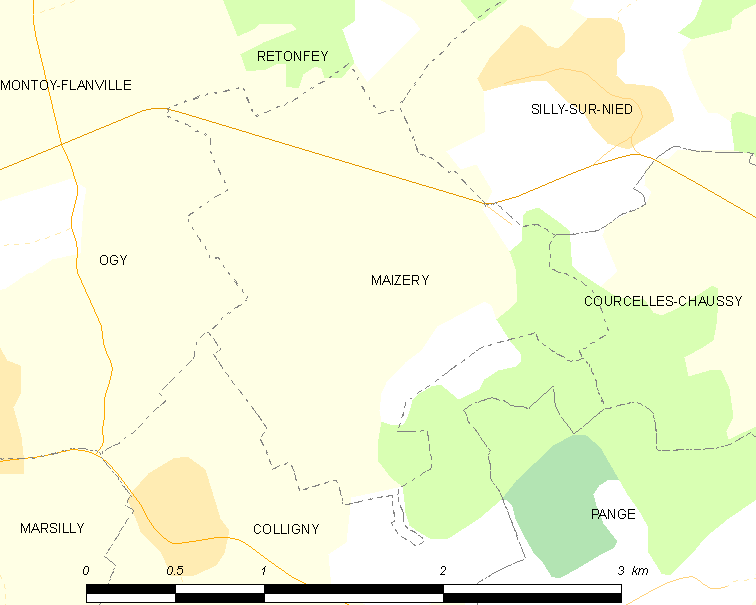
Мезери на карте Франции.

Мезери расположен в 300 км к востоку от Парижа и в 12 км к востоку от Меца.

## История
Деревня входила в историческую область От-Шмен мозельских земель. Старинная лотарингская деревня.

## Демография
По переписи 2013 года в коммуне проживало 197 человек.

## Достопримечательности
- Разрушенная церковь, колокольня в романском стиле.